# 郑吉
鄭吉（？—前49年），西漢會稽（今浙江省紹興市）人，為漢朝第一任西域都護，同時其也是東漢太尉鄭弘的從祖。鄭吉長年鎮守西域，曾率軍攻破車師，並迎接日逐王先賢撣降漢，神爵三年，漢宣帝嘉獎鄭吉立下的功勳，封他為安遠侯。

## 生平

### 擊破車師
鄭吉早年作為士兵從軍，多次出征西域，因此做了郎官。鄭吉為人堅強執著，熟悉外國事務。自從張騫打通與西域的交通，李廣利征討大宛之後，汉朝開始設置校尉，在渠黎實施屯田。到了汉宣帝時，鄭吉以侍郎身份在渠黎屯田，儲存糧食，趁勢調動各國兵力攻破车师，升遷為衛司馬，出使總領並監督鄯善以西南道的各國。

### 迎日逐王
神爵年間，匈奴內部出現矛盾和混亂，日逐王先贤掸想要歸降漢朝，派人與鄭吉取得聯繫。鄭吉徵調渠黎、龟兹等國共五萬人去迎接日逐王，歸降漢朝的有一萬兩千人、小王將十二人跟隨鄭吉到達河曲地區，途中有不少人逃走，鄭吉追趕上並殺掉他們，帶領剩下的人到達京城长安。漢朝封日逐王為归德侯。
鄭吉攻破車師，又收降日逐王，其聲名由此威震西域，於是鄭吉又總領車師以西北道的各國，號稱都護。漢朝設置都護之位便是從鄭吉開始。

### 封安遠侯
漢宣帝為嘉獎鄭吉的功績，頒下詔書說：「都護西域騎都尉鄭吉，安撫外族蠻夷，宣揚朝廷威信，迎接匈奴单于的堂兄日逐王和他的部眾歸降，攻破車師兜訾城，功績卓著。封鄭吉為安遠侯，賜給食邑一千戶。」鄭吉於是在西域的中部設立幕府，治所在烏壘城，鎮撫西域各國，或武力征討，或安撫感化，使他們服屬漢朝。漢朝的號令能夠在西域頒行，開始於張騫而完成於鄭吉。
鄭吉於黃龍元年死後，諡號「繆」，爵位由其子鄭光繼承，鄭光去世，因沒有兒子，封國被取消。元始年間錄用不是因犯罪而斷絕爵位的功臣後代，續封鄭吉的曾孫鄭永為安遠侯。

## 延伸閱讀
[在维基数据编辑]
 《漢書·卷070》，出自班固《漢書》